# Eupsilia olivacea
Eupsilia olivacea là một loài bướm đêm trong họ Noctuidae.